# Phage display

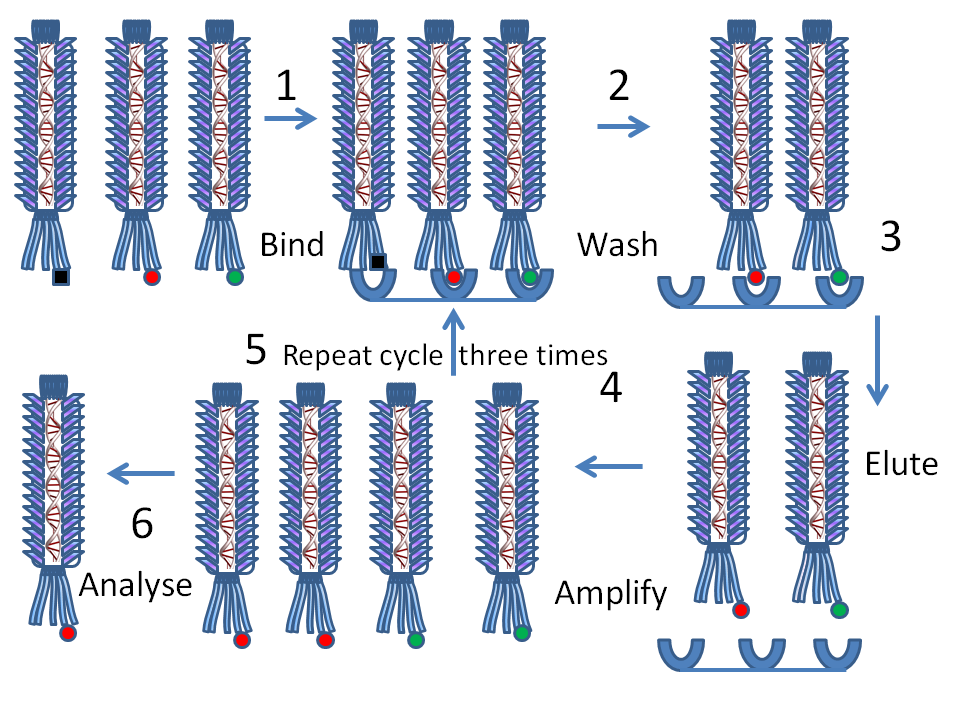
Schema di un esperimento di phage display.

Phage display è una tecnica di laboratorio per lo studio delle interazioni proteina–proteina, proteina–peptide e proteina–DNA che usa dei batteriofagi (virus che infettano batteri) per collegare le proteine con le informazioni geniche che codificano per esse.
Con questa tecnica il gene codificante per la proteina d'interesse è inserito nel gene di una proteina di rivestimento del fago causando l'esposizione della proteina sull'esterno del fago mantenendo il gene di quella proteina all'interno, instaurando una connessione tra genotipo e fenotipo.
Questi fagi recanti la proteina d'interesse possono quindi essere sottoposti a screening con altre proteine, peptidi o sequenze di DNA con l'obiettivo di individuarne possibili interazioni.
In questo modo una vasta quantità di proteine può essere saggiata e amplificata in un processo di selezione in vitro analogo alla selezione naturale.
I batteriofagi più usati per il phage display sono il fago M13 e il fago filamentoso fd, sebbene siano stati usati anche fagi T4 e lambda.

## Storia
La tecnica di phage display è stata descritta per a prima volta nel 1985 da George P. Smith il quale dimostrò l'esposizione di un peptide su un fago filamentoso in seguito a fusione della sequenza codificante per il peptide d'interesse con il gene III del fago filamentoso.
Un brevetto di George Pieczenik del 1985 descrive inoltre la produzione di librerie per phage display.
Questa tecnologia è stata ulteriormente sviluppata e migliorata dai gruppi di ricerca di Greg Winter e John McCafferty del "Laboratory of Molecular Biology" di Cambridge, di Lerner e Barbas dello Scripps Research Institute e di Breitling and Dübel del centro di ricerca tedesco sul tumore (Deutsches Krebsforschungszentrum) per esporre oltre a peptidi anche proteine tra cui anticorpi.

## Principio
Come nel sistema del doppio ibrido, il phage display è usato per l'high-throughput screening di interazioni proteiche.
Nel caso del fago filamentoso M13, il DNA codificante per la proteina o peptide d'interesse è legato nei geni pIII o pVIII, codificanti rispettivamente per la proteina di rivestimento maggiore o minore.
Per assicurarsi che i frammenti siano inseriti in tutte e tre le possibili chiavi di lettura del DNA può essere utilizzato un polylinker.
Il gene fagico ed il DNA ibrido sono quindi trasdotti in cellule di Escherichia coli (E. coli) quali TG1, SS320, ER2738, o XL1-Blue E. coli.
Se viene impiegato un vettore fagmidico le particelle fagiche non saranno rilasciate dalle cellule di E. coli finché esse non sono infettate con un fago helper, il quale consente l'impacchettamento del DNA fagico e l'assemblamento dei virioni maturi con il relativo frammento proteico da esporre come parte del capside.
Immobilizzando un bersaglio proteico o una porzione di DNA d'interesse sulla superficie di un pozzetto di una piastra il fago che espone una proteina che lega uno di quei bersagli si legherà alla superficie del pozzetto mentre gli altri saranno rimossi da un lavaggio.
I fagi rimanenti possono essere eluiti quindi impiegati per produrre nuovi fagi (mediante infezione batterica con fagi helper) e così produrre una miscela di fagi arricchita nel relativo fago responsabile del legame al bersaglio.
La ripetizione di queste fasi è detta panning, con riferimento al termine inglese relativo all'arricchimento di un campione di oro con rimozione dei materiali contaminanti mediante setacciatura.
I fagi eluiti nell'ultimo passaggio possono essere impiegati per infettare un ospite batterico idoneo, dal quale i fagemidi possono essere raccolti e le relative sequenze DNA escisse e sequenziate per identificare le proteine o i frammenti proteici interagenti.
L'impiego di fagi helper può essere eliminato con la tecnologia delle linee cellulari di impaccamento batterico (bacterial packaging cell line).